# Bar Refaeli
Bar Refaeli (Hebreeuws: בר רפאלי) (Hod Hasjaron, 4 juni 1985) is een Israëlisch model. Ze is voornamelijk bekend om haar werk als model en haar voormalige relatie met de Amerikaanse acteur Leonardo DiCaprio. Ze stond op de cover van de Swimsuit Issue van Sports Illustrated in 2009.

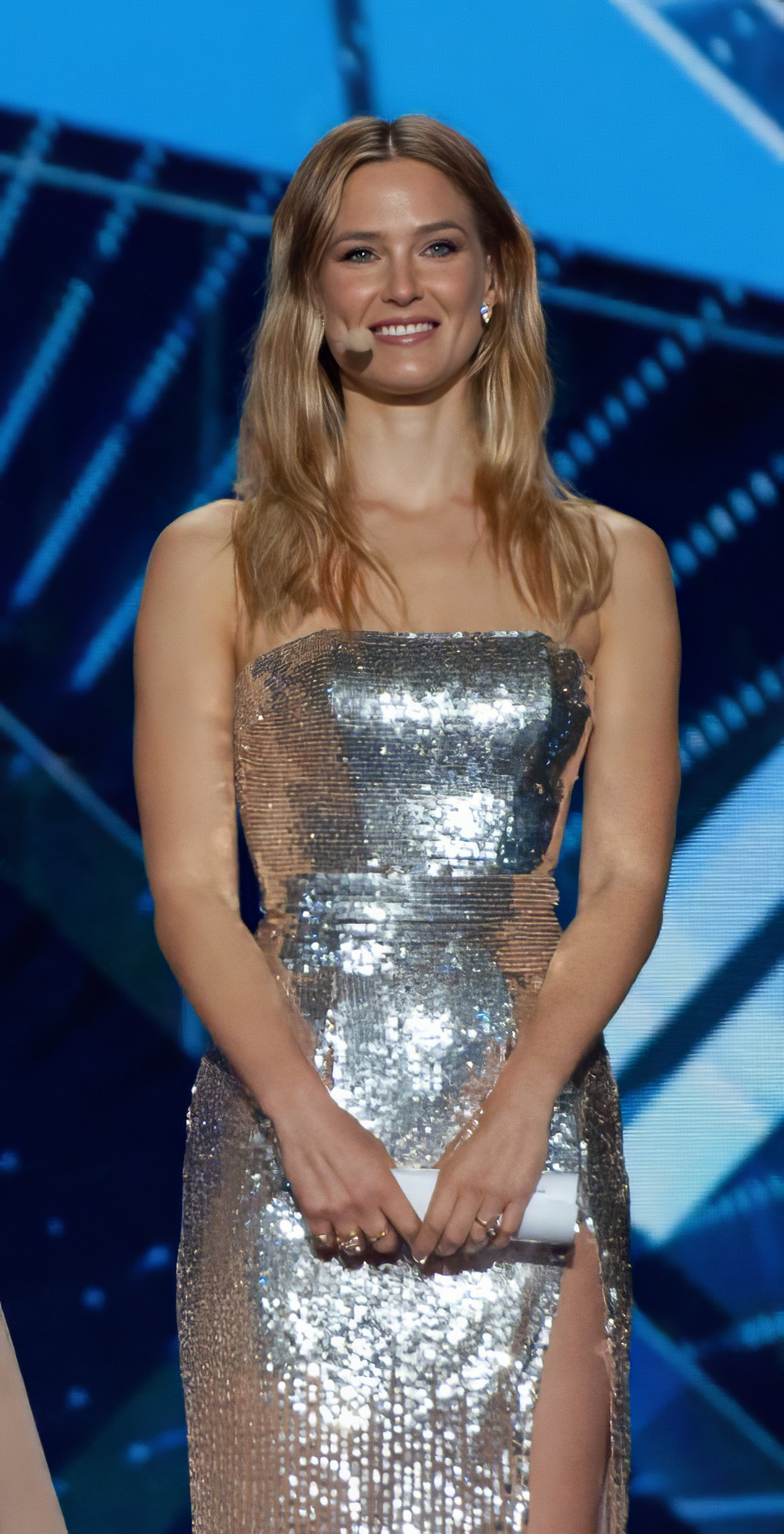
Bar Refaeli tijdens het Eurovisiesongfestival van 2019

## Jeugd
Refaeli is in 1985 geboren in een Joodse familie in Israël. Haar ouders, Tzipi en Rafael, zijn de eigenaren van een paardenboerderij. Haar moeder was zelf ook een succesvol model in de jaren 70, onder de naam Tzipi Levine. Refaeli heeft ook drie jongere broers. Haar carrière als model begon al op de leeftijd van acht maanden, toen ze in reclames verscheen. Door het dragen van een beugel miste Refaeli een aantal jaren als model. Op vijftienjarige leeftijd keerde ze terug in de modellenwereld via het modellenbureau Irene Marie Models.

### Carrière als model
Refaeli begon haar carrière als model toen ze nog maar acht maanden was. Ze verscheen in een reclame voor baby's. Op vijftienjarige leeftijd was ze al model geweest voor Castro en Pilpel. Ze verscheen ook in een reclame voor Milki. Refaeli won de titel Model van het Jaar in een schoonheidswedstrijd in 2001. Ze werd ook het zogenaamde home model voor de modezender Renuar en verscheen in hun catalogi van zomer 2002 en winter 2003.
Later verscheen Refaeli ook in de Franse Elle, Maxim en het Italiaanse GQ. Ze verscheen voor het eerst in Sports Illustrated in 2007. Ze werd daarmee het eerste Israëlische model dat in het tijdschrift verscheen. Ze poseerde in deze uitgave met Aerosmith.
Refaeli is ook de woordvoerster voor het merk Luisa Cerano geweest. Daarnaast stond ze model voor Subaru, Accessorize, de kledinglijn Brazilian, Besni en de Italiaanse juwelenlijn Marco Bicego. Ze werkt nu voor de modellenbureaus Storm Model Management in Londen en 1/One Management in New York.
In 2008 werd Refaeli het nieuwe gezicht van de kledinglijn Hurley en de nieuwe eau de cologne I Am King van Diddy.
Op 9 februari 2009 werd bekendgemaakt dat Refaeli op de cover zou staan van de Swimsuit Issue van Sports Illustrated. Een van de foto's uit de fotoserie, met daarop Bar Refaeli in een bikini, werd op de zijkant van een Boeing 737 geschilderd. Dit was onderdeel van een promotionele deal met Southwest Airlines. Dit leidde tot geklaag van veel passagiers die Southwest Airlines bekritiseerden voor het gebruik van een onfatsoenlijke foto die familieonvriendelijk is.
Ze is verkozen als de nummer 1 in de 2012 Maxim Hot 100-lijst. In de onlineverkiezing van het Amerikaanse blad liet ze onder anderen Mila Kunis, Katy Perry, Olivia Munn en Olivia Wilde achter zich.

### Film en televisie
Refaeli heeft meegespeeld in een Israëlische televisieserie genaamd Pick Up in 2005. In 2008 was ze ook co-presentator van "Tommy Hilfiger Presents Ironic Iconic America", een programma gebaseerd op het boek Ironic Iconic America door George Lois, op Bravo. Ze verscheen weer als presentator in het het programma House of Style van MTV.
In 2009 verscheen Refaeli in de Engelstalige film Session, geregisseerd door de Israëlische Haim Bouzaglo. De film is een psychologische thriller over een manipulatieve psychiater, genaamd Josh Tellman, die geobsedeerd raakt door een jonge patiënte genaamd "Jibbs".
In mei 2019 presenteerde ze samen met Erez Tal, Assi Azar en Lucy Ayoub het Eurovisiesongfestival in Tel Aviv.

## Filantropie
Refaeli is een vrijwilliger voor Project Sunshine, een non-profitorganisatie die kinderen met mogelijk dodelijke ziektes helpt. Ze is ook vrijwilliger geweest voor de organisatie Ahava die zwerfdieren uit Noord-Israël, van het Israël-Libanon-conflict van 2006, verzorgt.
Refaeli en regisseur Shahar Segal hebben een eigen campagne opgezet onder de naam "One Bag Less". Ze proberen hiermee het gebruik van plastic tassen te verminderen.
Op 5 maart 2009 kreeg Refaeli de "World Style"-award tijdens de Women's World Awards, een evenement om vrouwen die veel bereikt hebben op bepaalde gebieden te eren en discriminatie van vrouwen te verminderen.

## Persoonlijk leven
Na relaties met Baywatch-acteur David Charvet en Uri El-Natan, ging Refaeli een relatie aan met de Amerikaanse acteur Leonardo DiCaprio in november 2005. Ze ontmoette hem op een feest aan de Las Vegas Strip, gegeven voor leden van U2. Ze reisden in 2007 naar Israël en ontmoetten de Israëlische president Shimon Peres. Ze gingen ook naar de geboorteplaats van Refaeli, Hod Hasharon.
In 2007 werd een controverse gecreëerd, omdat bekendgemaakt werd dat Refaeli met een familievriend getrouwd was en niet veel later van hem scheidde. Hierdoor ontweek ze militaire dienst in het Israëlisch defensieleger. Israël kent namelijk nog steeds dienstplicht voor mannen en vrouwen boven de 18 jaar, met sommige uitzonderingen. Als gevolg van deze negatieve publiciteit dreigde het Israëlisch Forum voor de Voortzetting van Gelijke Verdeling van Lasten het merk Fox te boycotten als ze Refaeli contracteerden. De twee partijen kwamen echter tot een overeenkomst. Refaeli zou gewonde IDF-soldaten bezoeken en anderen aansporen om zich voor het leger aan te melden.
Haar relatie met DiCaprio leidde ertoe dat een nationalistische Israëlische organisatie een brief stuurde, die later uitlekte naar de pers, waarin haar werd gevraagd niet met een niet-Jood te trouwen voor het behoud van een "toekomstige generatie Joden". Een dergelijk verzoek werd ook aan de Israëlische winnaar van Miss World Linor Abargil gestuurd.
Refaeli vertelde L'Isha Magazine dat ze liever uit het nieuws blijft, hoewel ze vaak met DiCaprio te zien is. "Ik ben er voor hem en ik ben er op alle evenementen, maar ik hou er niet van om hand in hand te lopen. Ik zie er geen reden toe. Ik hoef geen poses te maken voor de camera's. Niemand hoeft te weten hoe we zoenen," zei Refaeli. In mei 2011 ging het koppel uit elkaar.
Refaeli huwde in 2015 met Adi Ezra, erfgenaam van een van de rijkste families in Israël. Met hem kreeg ze twee dochters en een zoon.

### Veroordeling
Een Israëlische rechtbank heeft Refaeli en haar moeder in 2020 veroordeeld voor belastingontduiking. Refaeli had miljoenen sjekel aan inkomsten niet opgegeven bij de fiscus. Ze werd veroordeeld voor een boete en een taakstraf. Haar moeder kreeg ook een boete maar werd daarnaast ook veroordeeld tot een gevangenisstraf van 16 maanden voor valsheid in geschrifte.